# 萨维奥铁路隧道
萨维奥铁路隧道（芬蘭語：Savion rautatietunneli）是芬兰最长的铁路隧道，同时也是芬兰最长的交通隧道。该隧道位于凯拉瓦、万塔和锡博三市镇区域内、萨维奥-沃岛铁路即沃岛港口铁路的路段上。隧道长度为13,575米，为单洞隧道。萨维奥铁路隧道里只提供货物运输。隧道始于萨维奥火车站的南部，止于三环路边。该隧道有4个连接进入隧道及4个垂直通风井。
隧道是作为沃岛港口铁路一部分而修建的。2004年12月开始挖掘隧道，2006年秋季时完工。挖掘的费用为七千一百万欧元。2008年4月23日铁道修建完工。2008年11月28日整个铁路线及隧道开始运行。